# Псевдоестественный язык
Псевдоесте́ственный язы́к — компьютерный язык, конструкции которого намеренно сделаны похожими на конструкции естественного языка (английского, русского и т. д.).
Псевдоестестенные языки рассчитаны на неопытного пользователя. У некоторых псевдоестественных языков (например, SQL) лишь простейшие конструкции похожи на естественный язык; сложные запросы имеют явно «компьютерный» вид.
Синтаксис большинства псевдоестественных языков очень прост, что позволяет легко писать программу разбора языка.

## Примеры
- Текстовые квесты, MUDы.
- SQL.
- Язык управления ботами в Quake 3.

## Особенности псевдоестественного языка (на примере текстового квеста)
Рассмотрим команду текстового квеста:
```
> ударить палкой по колоколу

```

Например, если интерпретатор сначала опускает предлоги («на», «по», «к» и т. д.), а потом делает разбор полученного текста в виде
```
> действие [предмет инвентаря] [предмет обстановки]

```

то пройдут такие команды:
```
> ударить палкой в колокол
> ударить палку под колокола

```

но не пройдёт:
```
> ударить колокол палкой

```

## Недостатки
Часть псевдоестественных языков плохо задокументирована. Это не позволяет выяснить, почему конструкция, которую человек считает правильной, «не устраивает» компьютер.
Псевдоестественные языки имеют очень длинные конструкции; в большинстве квестов имеются сокращения наподобие «осм» — осмотреться; «вз» — взять, «инв» — инвентарь.
Наконец, сложные конструкции на псевдоестественном языке имеют явно «компьютерный» вид.